# Dipsadoboa brevirostris
Dipsadoboa brevirostris är en ormart som beskrevs av Sternfeld 1908. Dipsadoboa brevirostris ingår i släktet Dipsadoboa och familjen snokar. Inga underarter finns listade i Catalogue of Life.
Arten förekommer i västra Afrika nära Atlanten från Sierra Leone till Ghana. Kanske når den även fram till Togo. Individerna lever i låglandet och i kulliga områden upp till 610 meter över havet. Dipsadoboa brevirostris vistas i regnskogar, är nattaktiv och klättrar främst i träd. Honor lägger 4 till 8 ägg per tillfälle.
I begränsade områden kan skogsavverkningar påverka beståndet negativt. Arten är fortfarande vanligt förekommande. Den listas av IUCN som livskraftig (LC).